# جوشوا آرثر
جوشوا آرثر (بالإنجليزية: Joshua Arthur)‏ هو سياسي أسترالي، ولد في 27 يناير 1906 في أستراليا، وتوفي في 20 مايو 1974. حزبياً، نشط في حزب العمال الأسترالي. وقد انتخب عضو الجمعية التشريعية نيو ساوث ويلز.